# Nils Wiberg
Nils Wiberg (Karlsruhe, 6 ottobre 1934 – Monaco di Baviera, 5 aprile 2007) è stato un chimico tedesco, famoso per le sue ricerche su composti del silicio con legami multipli e per il trattato Lehrbuch der Anorganischen Chemie.

## Biografia
Figlio del professore di chimica inorganica Egon Wiberg (1901-1976), nel 1954 si iscrisse come studente di chimica all'Università Ludwig Maximilian di Monaco dove si laureò nel 1961. Nel 1972 fu nominato professore associato e nel 1978 professore ordinario all'Università di Monaco, dove rimase per tutta la sua carriera.

## Contributi scientifici
Le sue ricerche sono documentate da più di 200 articoli pubblicati su riviste specializzate. Inizialmente si interessò di idruri di azoto. Nel 1972 riuscì per primo a isolare la diazene HN=NH. Studiò inoltre la chimica di specie correlate quali triazene, tetrazene e loro derivati. In seguito si occupò di composti del silicio con legami multipli. Alcuni risultati notevoli furono i seguenti. Sintetizzò il primo silaetene, Me2Si=C(SiMe3)(SiMetBu2), composto con un doppio legame silicio-carbonio, e un imminosilano stabile a temperatura ambiente, tBu2Si=N(SitBu3), composto contenente un doppio legame silicio-azoto. Ottenne la prima sintesi di un derivato del disilino HSi≡SiH, composto contenente un triplo legame silicio-silicio, e il primo tetrasilatetraedrano, (tBu3Si)4Si4, composto basato su un tetraedro Si4.

## Opere
Il nome di Nils Wiberg è conosciuto principalmente per il suo contributo al testo Lehrbuch der Anorganischen Chemie. La prima edizione di questo trattato di chimica inorganica fu pubblicata nel 1898 da Arnold Frederick Holleman in olandese. Nel 1900 uscì la prima edizione in lingua tedesca. Nel 1945 uscì la 24ª edizione, completamente rielaborata dal padre Egon Wiberg, che continuò poi ad aggiornare l'opera fino alla 90ª edizione del 1976. Dopo la morte del padre l'opera di aggiornamento fu proseguita da Nils Wiberg, dalla 91ª edizione del 1985 sino alla 102ª pubblicata nel 2007. L'opera è ora (2019) giunta alla 103ª edizione tedesca. Il trattato è stato tradotto in inglese e altre lingue.